# Літературна енциклопедія 1929—1939
Літературна енциклопедія 1929-1939 — російськомовна літературна енциклопедія, що видавалася в СРСР з 1929 року; видання було перерване після виходу в 1939 році 11-го тому (остання стаття — «Фортегуєррі»). Згодом не перевидавалася; розміщена в електронному вигляді на сайті Фундаментальної електронної бібліотеки.
Всього в енциклопедії розміщено понад 5 тисяч статей, зокрема про національні мови і літератури, творчість національних літераторів, літературні школи, течії, напрями, детально описані літературні поняття тощо.

## Історія видання
Енциклопедія виходила у видавництвах:
- видавництво Комуністичної академії (томи 1—5);
- «Радянська енциклопедія» (томи 6—9);
- «Художня література» (томи 10—11).

| № тому | Статті                                                           | рік видання |
| ------ | ---------------------------------------------------------------- | ----------- |
| 1      | Абай — Бывалов                                                   | 1930        |
| 2      | Былины — Грибоедов                                               | 1929        |
| 3      | Григорович — Дяльский                                            | 1930        |
| 4      | Евангелие — Ишки                                                 | 1930        |
| 5      | Каани — Кюхельбекер                                              | 1931        |
| 6      | Ла Барт — Маркс                                                  | 1932        |
| 7      | Марлинский — Немецкая литература                                 | 1934        |
| 8      | Немецкий язык — Плутарх                                          | 1934        |
| 9      | Пнин — Роман                                                     | 1935        |
| 10     | Романов — «Современник» (журнал Н. А. Некрасова и И. И. Панаева) | 1937        |
| 11     | Стансы — Фортегуерри                                             | 1939        |

10-й том «Літературної енциклопедії» був підготовлений до друку в 1937 році, проте не був пропущений партійною цензурою (існує версія, що незадоволеність викликала масштабна стаття «Російська література»). Близька до остаточної верстка цього тому збереглася в домашній бібліотеці одного з членів редакційної колегії енциклопедії і була видана репринтним способом в Мюнхені в 1991 році.

## Редакційна колегія
Відповідальний редактор (томи 1—6), головний редактор (томи 7—11):
- В. М. Фріче (томи 1—2)
- А. В. Луначарський (томи 2—11)

Відповідальний секретар (томи 1—5), вчений секретар (томи 6—11):
- О. М. Бєскин (томи 1—5)
- М. С. Гельфанд (том 6)
- Е. Н. Михайлова (томи 7—11)

Редакційна колегія:
- Беспалов І. М. (томи 2—4)
- Лебедєв-Полянський П. І.
- А. В. Луначарський
- Маца І. Л. (томи 2—9)
- Нусинов І. М.
- Переверзєв В. Ф. (томи 1—3)
- Скрипник І. А. (томи 1—6)
- В. М. Фріче (томи 1—9)

## Автори
Активну участь в створенні енциклопедії брали: У. Ф. Асмус, Д. Д. Благий, Би. М. Грандові, До. Н. Державін, А. До. Джівелегов, Т. М. Левіт, Е. Д. Поліванов, Н. Н. Поппе, М. В. Сергієвський, Л. І. Тимофіїв, И. М. Тронський (Троцький), А. Р. Фомін, Р. О. Шор та інші.
Відповідно до законодавства про авторське право, статті в енциклопедії не розглядаються як службова робота, тому в суспільне надбання перейшли тільки деякі статті (зокрема, тексти авторів, які померли до 22 червня 1941 року за умови, що вони не були репресовані і реабілітовані посмертно).

## Дивись також
- Коротка літературна енциклопедія